# Щербатівська сільська рада
Щербатівська сільська рада — колишня адміністративно-територіальна одиниця та орган місцевого самоврядування у Малинському районі Коростенської і Волинської округ, Київської та Житомирської областей Української РСР з адміністративним центром у селі Щербатівка.

## Населені пункти
Сільській раді на час ліквідації були підпорядковані населені пункти:
- с. Гамарня;
- с. Острів;
- с. Щербатівка.

## Населення
У 1926 році чисельність населення сільської ради становила 949 осіб.
Кількість населення ради станом на 1931 рік становила 1 089 осіб.

## Історія та адміністративний устрій
Створена 1923 року в складі с. Щербатівка та хутора Гамарня Малинської волості Радомисльського повіту Київської губернії. Ліквідована 16 січня 1923 року, населені пункти підпорядковано Селищанській сільській раді Малинської волості. Відновлена 8 вересня 1925 року в складі сіл Острів, Сичівка, Щербатівка та х. Гамарня Берківської та Селищенської сільських рад Малинського району Коростенської округи. Станом на 17 грудня 1926 року в підпорядкуванні ради значилося урочище Багно. На 1 жовтня 1941 року с. Сичівка та уроч. Багно не перебували на обліку населених пунктів.
Станом на 1 вересня 1946 року сільська рада входила до складу Малинського району Житомирської області, на обліку в раді перебували села Гамарня, Острів та Щербатівка.
Ліквідована 11 серпня 1954 року, відповідно до указу Президії Верховної ради Української РСР «Про укрупнення сільських рад по Житомирській області», територію та населені пункти ради приєднано до складу Слобідської сільської ради Малинського району Житомирської області.